# Агарунов, Альберт Агарунович
А́льберт Агару́нович Агару́нов (азерб. Albert Aqarunoviç Aqarunov; ивр. אלברט אגרונוביץ אגרונוב‎, 25 апреля 1969 года, Амирджаны — 8 мая 1992 года, Шуша) — азербайджанский танкист, участник Первой карабахской войны. Национальный герой Азербайджана (1992, посмертно).

## Биография

### Ранние годы
Родился 25 апреля 1969 года в посёлке Амирджаны Орджоникидзевского района (ныне — Сураханского) города Баку в семье Агаруна и Лио Агаруновых. Отец Альберта, Агарун Агарунов был нефтяником, многие годы проработал на нефтяных промыслах в Сураханы, а мать Лио Изяевна имела звание «Мать-героиня», воспитав десятерых детей. Альберт был младшим сыном в семье. По национальности — еврей. Семья Агарунова была родом из населённого горскими евреями посёлка Красная Слобода в Губе.
После окончания восьми классов школы № 154 в Амирджаны, он поступил в Среднее профессионально-техническое училище № 101 Азизбековского района, после окончания которого получил специальность тракториста-водителя. Агарунов учился также в музыкальной школе по классу трубы. По словам его сестры, Софьи Мамедовой, Альберт был «душой любой компании, любил шутить, устраивать различные розыгрыши, и вообще был чрезвычайно общительным человеком».
Проработав токарем на машиностроительном заводе, Агарунов в 1987 году был призван в ряды Советской армии и, пройдя службу в Ахалкалакском районе Грузинской ССР курсантом в учебном подразделении, получил звание младшего сержанта, после чего был назначен командиром танка. Альберт Агарунов неоднократно получал благодарности от командиров части, был награждён нагрудными знаками «Гвардия» и «Отличник Советской Армии».
После демобилизации в 1989 году был восстановлен токарем и некоторое время работал на Сураханском машиностроительном заводе.

### Первая карабахская война
С началом Первой карабахской войны, зимой 1991 года, Агарунов записался добровольцем в создававшуюся Национальную армию Азербайджана и отправился на фронт. В те годы только что создававшаяся Национальная армия нуждалась в квалифицированных танкистах. Альберт обучал и своих однополчан управлению танком Т-72. В декабре 1991 года Агарунов в звании старшины был назначен командиром танка и направлен на Шушинский фронт. Воевал в составе 777-го батальона особого назначения под командованием Эльчина Мамедова. Агарунов стрелял по целям, расположение которых передавалось разведчиками 777-го батальона. По словам, бывшего члена экипажа Агарунова Агабабы Гасымова, Агарунов промахнулся лишь раз, когда была дана неверная наводка по месту, где как позже выяснилось располагались азербайджанские военные.
Экипаж Агарунова впоследствии прославился по всей линии фронта. В ходе боевых действий, согласно данным из азербайджанских источников, в направлении Степанакерта, Дашалты, Джамилли им было уничтожено значительное количество живой силы и бронетехники противника. По словам бывшего командира «Сабаильского» танкового батальона, в котором воевал Агарунов, Гаджи Азимова, танк, которым командовал Агарунов, в годы Карабахской войны уничтожил 9 танков, 7 БМП и ряд иной техники противника. Одним из методов танкового боя Агарунова, согласно Азимову, было то, что он выжидал, чтобы две единицы бронетехники противника приблизились друг к другу и одним снарядом подбивал их.
Незадолго до гибели, в начале мая 1992 года Альберт Агарунов дал интервью телеканалу ANS (корреспондент — Миршахин Агаев, оператор — Чингиз Мустафаев). На вопрос Агаева, «Что заставляет еврея защищать азербайджанскую землю?», Агарунов ответил: «Я живу на этой земле, родился здесь, живу здесь, больше ничего не заставляет».

#### Последний бой

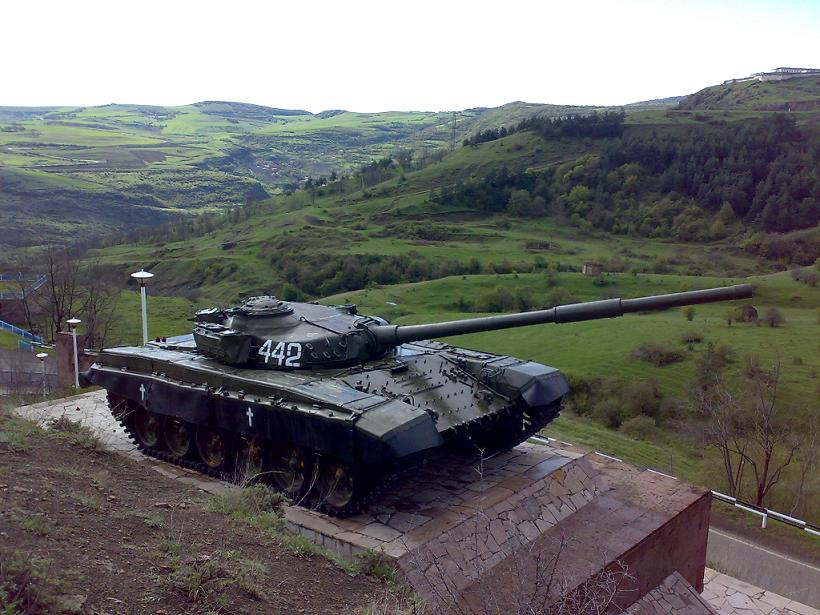
Подбитый танком Агарунова армянский танк Т-72. До 2023 года — монумент на окраине города Шуша. Демонтирован 22 сентября 2023 года

8 мая 1992 года начался штурм города Шуша. Ранним утром стали видны танки армянских сил в направлении дороги, ведущей в Лачин. Альберт Агарунов получил приказ направить свой танк Т-72 под бортовым номером 533 в этом направлении, близ села Дашалты. Танк Агарунова простоял там три-четыре часа, но поскольку атака началась с других направлений, экипаж вернулся в направлении асфальтового завода. Днём за шушинскую телевизионную башню на северной окраине города и за тюрьму на востоке шли ожесточённые бои. Северные подступы к городу армянское командование приказало прикрыть танку Т-72 под бортовым номером 442, которым командовал Гагик Авшарян. Вскоре показался один из трёх азербайджанских танков. Это был танк Альберта Агарунова. Оба танка открыли огонь друг по другу с расстояния в 350 метров. «Он отлично стрелял», — вспоминал позднее Авшарян. В тот момент, когда в его танк попал третий снаряд танка Агарунова, командир армянского танка сумел открыть люк и выскочить наружу. Несмотря на сильные ожоги, он выжил, а механик-водитель Ашот Аванесян и наводчик Шаген Саркисян погибли. Эта танковая дуэль двух Т-72 впоследствии широко освещалась в СМИ. Подбитый же Агаруновым танк Авшаряна после окончания войны был помещён на скале, над дорогой, ведущей из Степанакерта в Шушу, в качестве монумента.

Могила Альберта Агарунова на Аллее шахидов в Баку

Альберт Агарунов погиб во время последующего боя на дороге между Шушой и Лачином. По воспоминаниям члена экипажа танка Агарунова Агабабы Гасымова, когда кончились снаряды, танк отправился к запасам боеприпасов. По пути уже стало очевидно, что защитники города теряют позиции. Альберт же, по словам Гасымова был спокоен, уверенно стоял на люке танка. Вскоре танк, пополнив боеприпасы, вернулся к огневой точке. Агарунов всё время выходил из люка и высматривал пущенный снаряд, несмотря на предупреждения Гасымова не делать этого. Сопротивление продолжалось ещё час. В разгар боя экипаж Агарунова подбил вторую единицу техники неприятеля (по словам Гасымова это была то ли машина, то ли БМП). Агарунов выбрался из люка механика-водителя, чтобы посмотреть результат. Затем Гасымов заметил, что Агарунов не подаёт никаких сигналов. Гасымов поднялся и увидел, что Альберт лежит лицом к люку. Он несколько раз окликнул Альберта, затем подполз к нему и начал трясти, а через мгновение нашёл пулевое отверствие на теле Агарунова: снайперская пуля вошла в правую сторону груди и попала в сердце. Альберт был мёртв. По словам другого члена экипажа Сарраджа Мустафаева, он передал тело Альберта старшине роты, который, погрузив его в машину, отправил в госпиталь, а оттуда тело было доставлено на вертолёте в Баку.
На момент гибели Агарунов был холост. Похоронен на Аллее шахидов в Баку. Когда Альберта решили похоронить на Аллее шахидов, отец танкиста сказал его командирам, чтобы его сына хоронили там, где «хоронят бойцов-азербайджанцев, так как его сын воевал за Азербайджан». Во время похорон Агарунова молитвы одновременно читали и мулла и раввин. На его похоронах присутствовал также американский журналист Томас Гольц.
После гибели Альберта Агарунова, на ствол его танка было нанесено его имя, а многие азербайджанские танкисты называли свои боевые машины «Альберт».

## Награды
Указом исполняющего обязанности президента Азербайджанской Республики Исы Гамбара № 833 от 7 июня 1992 года Агарунову Альберту Агаруновичу за личное мужество и отвагу, проявленные во время защиты территориальной целостности Азербайджанской Республики и обеспечения безопасности мирного населения, было присвоено звание Национального героя Азербайджана (посмертно). Медаль Национального героя вручил сестре Альберта Софье Мамедовой лично уже президент Азербайджана Гейдар Алиев.
8 мая 2014 года по решению Национального фонда «Деде Горгуд», Совета аксакалов, Совета ветеранов республики и журнала «Azərbaycan dünyası» Альберт Агарунов за героизм, проявленный в боях за город Шуша, был награждён орденом «Сын Отечества» (посмертно). Орден был вручён брату героя Рантику Агарунову.
6 мая 2016 года Агарунов был награждён орденом Ази Асланова (посмертно). Награда была вручена руководителем Национального фонда «Деде Горгуд» Эльдаром Исмаиловым брату героя Рантику Агарунову.

## Память
Танк Т-72 с бортовым номером 533, на котором воевал Альберт Агарунов, экспонируется в Музее военной истории Азербайджана в Баку.
В 2004 году в еврейской школе «Хабад Ор-Авнер» в Баку состоялось открытие Музея Альберта Агарунова.
Ежегодно в Азербайджане в день рождения Альберта Агарунова, 25 апреля, проводятся мероприятия, посвящённые его памяти. В 2017 году министр обороны Азербайджана генерал-полковник Закир Гасанов в рамках своего официального визита в Израиль, встретился с братом Альберта Рантиком Агаруновым. А в 2018 году могилу Агарунова в Баку посетил министр обороны Израиля Авигдор Либерман.
В 2017 году в Сумгаите, а в 2018 — в Баку прошёл международный турнир по карате памяти Альберта Агарунова.
В 2020 году был учреждён новый орден в честь Альберта Агарунова. Первая награда была вручена танковому экипажу, проявившему себя в ходе Второй карабахской войны.

### Объекты и памятники носящие имя Альберта Агарунова
Бакинская средняя школа № 154, которую окончил Альберт Агарунов, носит его имя. Перед зданием школы установлен бюст героя. В школе открыт уголок Агарунова, в котором всегда стоят живые цветы, около бюста же проводятся все школьные мероприятия.
В посёлке Красная Слобода одна из улиц носит имя Альберта Агарунова, на стене одного из зданий на улице установлена памятная доска в честь Национального героя.
В 2017 году на стене дома в посёлке Амирджаны, в котором проживал Агарунов, была установлена мемориальная доска.
В 2018 году одна из улиц Баку была названа в честь героя.
15 ноября 2019 года на одноимённой улице в Наримановском районе Баку состоялось открытие памятника Альберту Агарунову. Авторы памятника — Рахиб Гараев и Замик Рзаев. Проект осуществлён под руководством Омара Эльдарова.

### Фильмы об Агарунове
В 2010 году режиссёром и сценаристом Ефимом Абрамовым на азербайджанской студии документальных фильмов «Салнаме» был снят фильм «Письмо другу», посвящённый Агарунову и являющийся одним из фильмов цикла «Герои Карабаха».
Летом 2017 года состоялась презентация художественно-документального фильма «Земля, где я живу», посвященного Альберту Агарунову.
В 2019 году творческое объединение «Джарчи-фильм» при Общественном телевидении Азербайджана сняло документальный фильм «Отважный танкист — Альберт Агарунов».

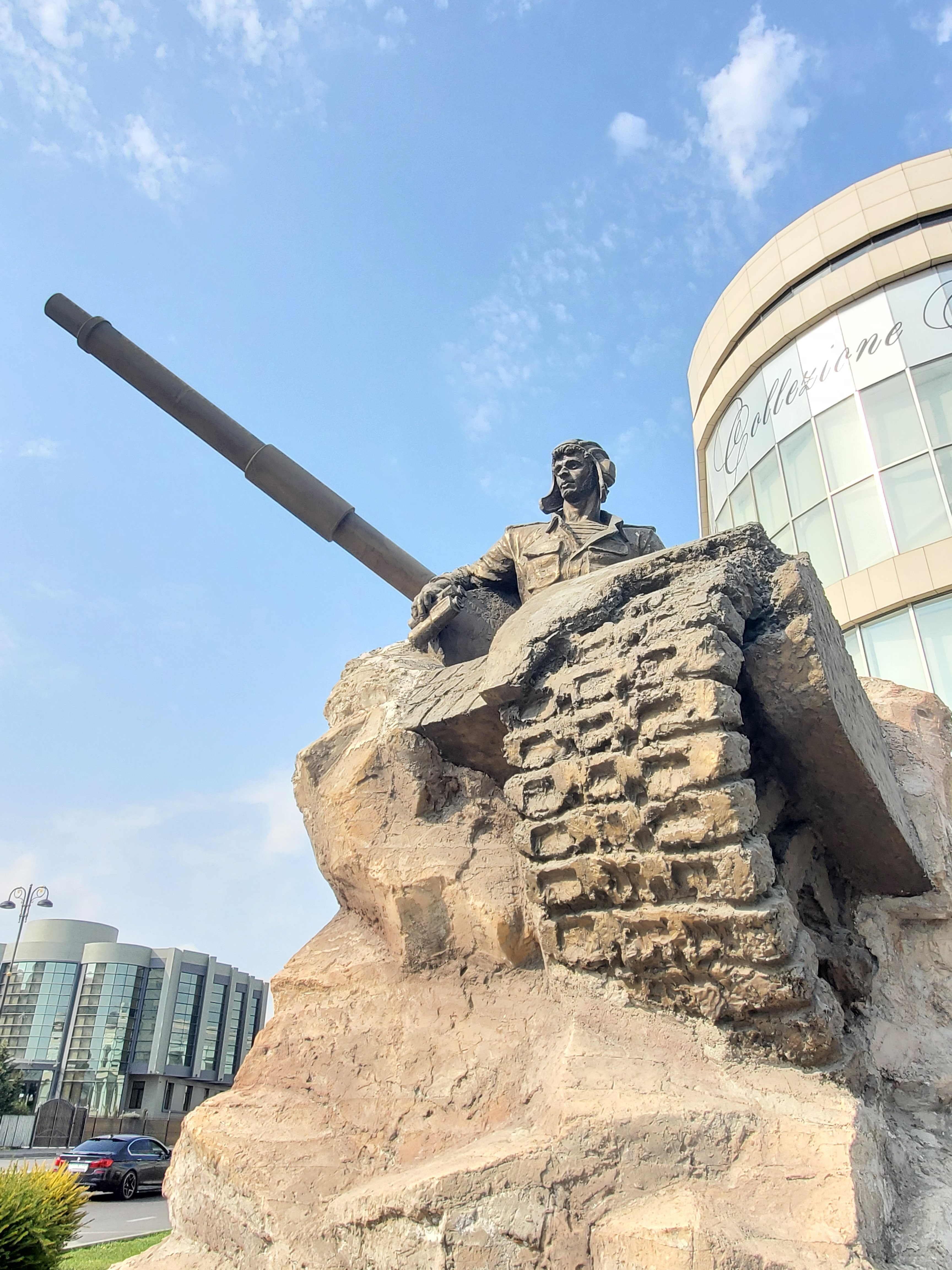
Памятник Альберту Агарунову в Баку
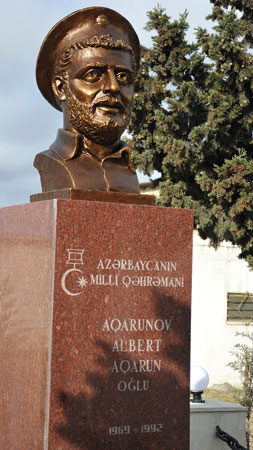
Бюст Альберта Агарунова в посёлке Амирджаны
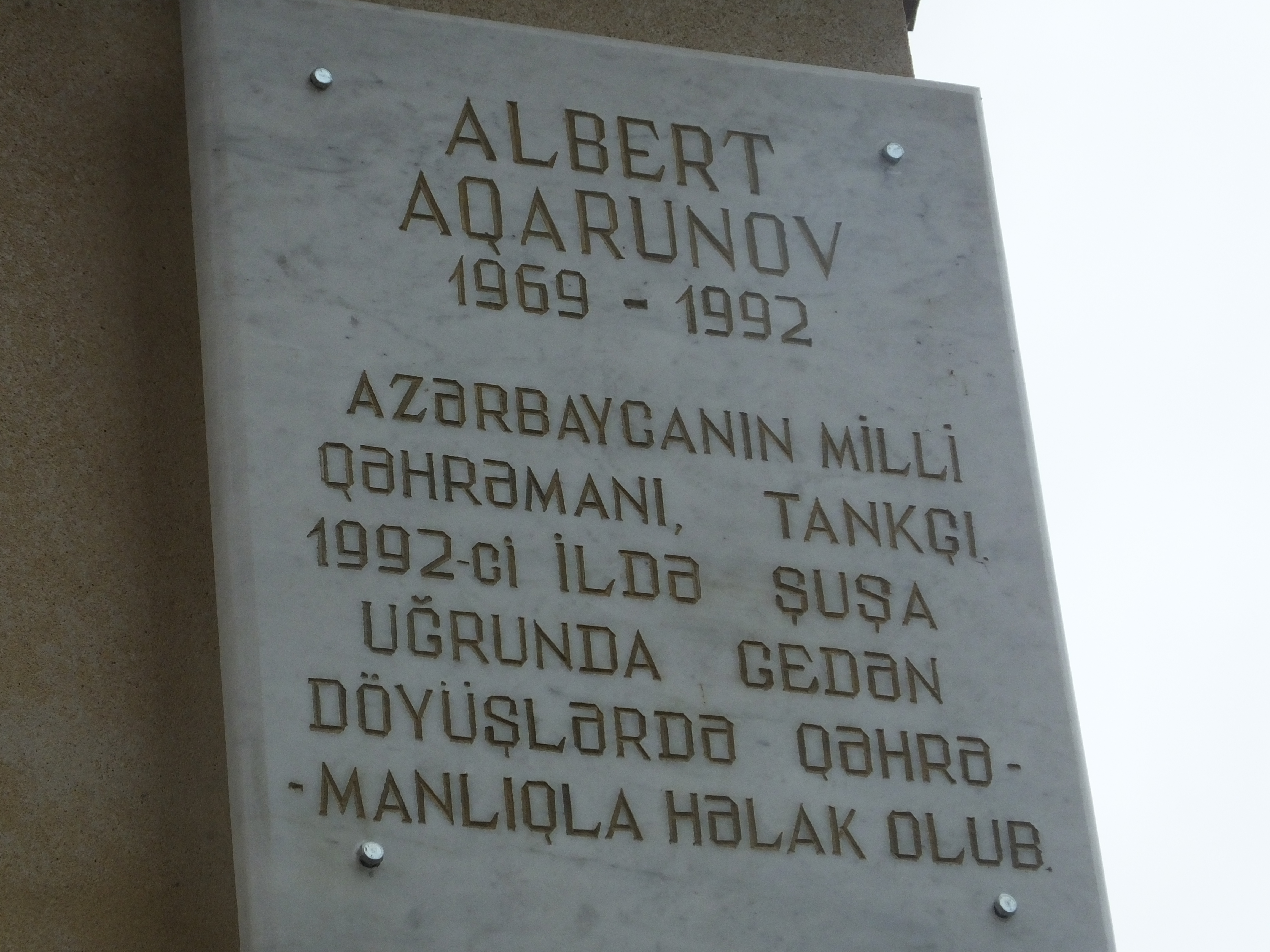
Мемориальная доска на стене дома на улице Альберта Агарунова в посёлке Красная Слобода
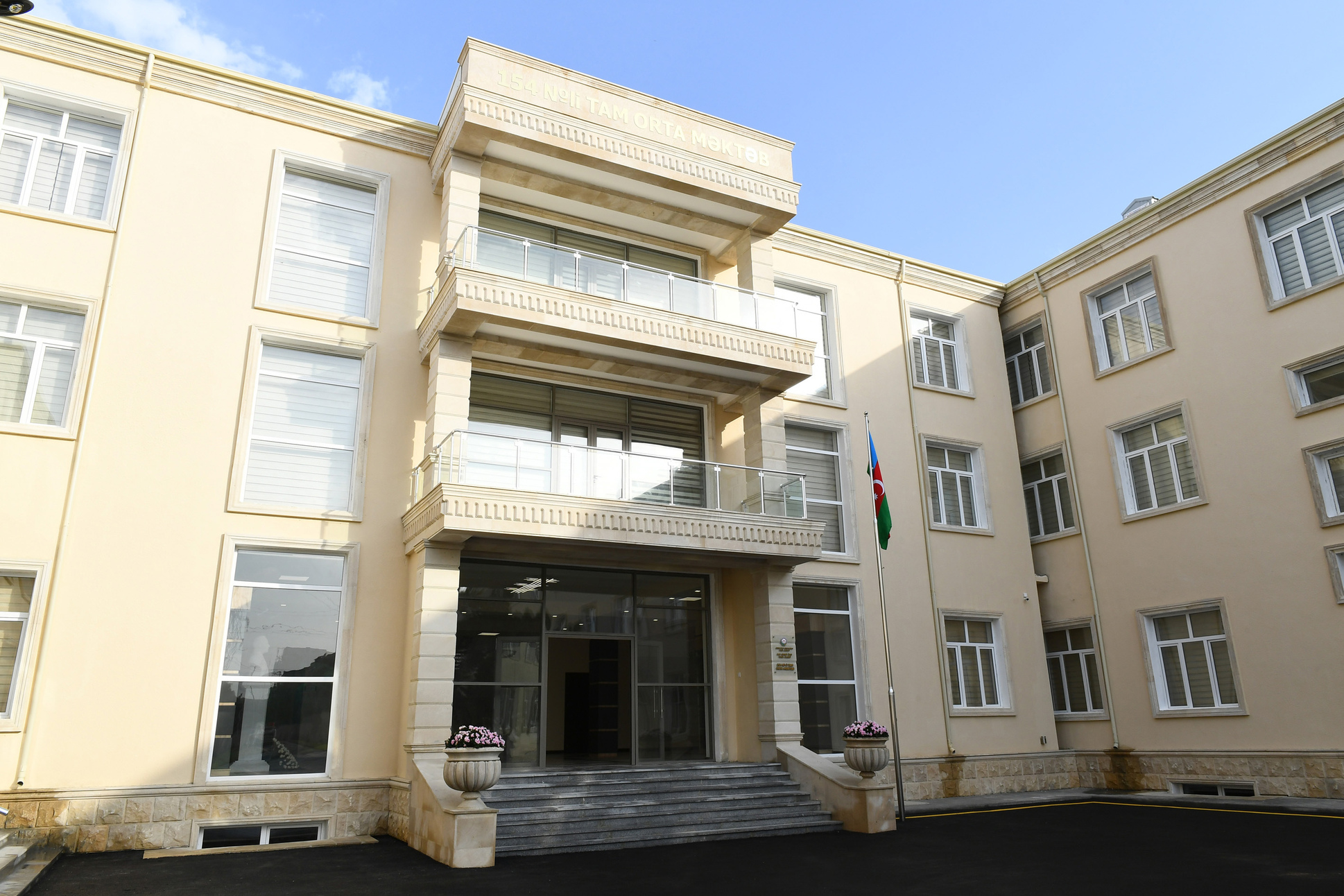
Средняя школа №154 им. Альберта Агарунова